# ガブリエウ・バルボーザ・アウメイダ
ガブリエウ・バルボーザ・アウメイダ（Gabriel Barbosa Almeida、1996年8月30日 - ）は、ブラジル・サンパウロ州サンベルナルド・ド・カンポ出身のサッカー選手。CRフラメンゴ所属。ポジションはフォワード。愛称はカビゴウ（Gabigol）またはガビ（Gabi）。
ガブリエウを「ガブリエル」、バルボーザを「バルボサ」「バルボザ」「バルボーサ」、または「ガブリエル・バルボサ」と表記されることもある。

## 来歴

### クラブ
2004年、サントスFCのユースチームでキャリアをスタートさせ、2013年、トップチームに昇格し、5月26日のCRフラメンゴ戦、16歳でプロデビューした。8月22日、コパ・ド・ブラジルのグレミオFBPA戦でプロ初得点を記録した。
2014年2月1日、カンピオナート・パウリスタのボタフォゴFC戦でサントスの12000得点目となるゴールを記録した。また、2014年と2015年のコパ・ド・ブラジルで2年連続で得点王に輝いた。
2016年8月30日、イタリア・セリエAのインテルナツィオナーレ・ミラノへの完全移籍が発表された。契約期間は2021年までの5年間で移籍金は推定2500万ユーロ。9月20日のボローニャFC戦でセリエAデビューを果たしたもののイタリアサッカーへの適応に苦戦。2017年2月19日のボローニャFC戦ではセリエA初ゴールを挙げたが、4月のサンプドリア戦では試合に出場できずビブスを投げつけボトルを蹴るなど素行も問題視されレギュラーを掴むことはできなかった。セリエAでは9試合に出場し1ゴールを挙げるにとどまり、期待外れだった選手に与えられるビドーネ・ドーロを受賞した。
2017年8月31日、ポルトガル・プリメイラ・リーガのSLベンフィカへ1年間のレンタル移籍。契約には2500万ユーロでの買取オプションが付随。しかしベンフィカでも出場機会を得られず、リーグ戦での出場は1試合に留まった。
2018年1月25日、2018年12月31日までの期限付きでサントスFCへと復帰することが決定した。2018年シーズンは、リーグ戦35試合に出場し18得点を記録し、得点王に輝いた。
2019年1月11日、2019年12月31日までの期限付きでCRフラメンゴに移籍することが発表された。2019年11月23日、コパ・リベルタドーレス決勝のリーベル・プレート戦では、1点リードされている状況の後半44分に同点ゴールを挙げると、後半アディショナルタイムに逆転となるゴールを挙げて、ジーコを擁した1981年以来38年ぶりの優勝に貢献した。また大会を通じては9ゴールを決め、チームの優勝に大きく貢献した。2019年シーズンは、公式戦43試合に出場し、34得点11アシストを記録した。
2020年1月28日、CRフラメンゴに完全移籍で加入することが発表された。2022年10月29日、コパ・リベルタドーレス2022決勝のアトレチコ・パラナエンセ戦でゴールを挙げて、クラブにとって3度目の優勝に貢献した。
2024年5月に、ライバルチームであるSCコリンチャンスのシャツを着用していた写真が流出。当初、本人は否定したが後日事実と認めた。この件に対する批判が大きく、球団より背番号10をはく奪されて99に変更される。
2024年12月のブラジレイランのシーズン終了をもってフラメンゴを退団。フラメンゴ在籍中は、リベルタドーレス杯2回（2019，2022）、レコパ1回（2020）、ブラジレイラン2回（2019、2020）、コパ・ド・ブラジル1回（2022）、スーペルコパ2回（2020，2021）、そしてカンピオナート・カリオカ3回（2019，2020，2021）の優勝を勝ち取った。この功績によりファンから王様ジーコ・皇帝アドリアーノと並ぶ、「王子（Principe）」の称号を得てクラブを去った。

### 代表
U-20ブラジル代表として2015年、南米ユース選手権に出場し、1得点を記録。
2016年5月にコパ・アメリカ・センテナリオに向けたメンバーに選出され、5月29日のパナマとの親善試合で代表初出場、初得点を記録した。
2016年6月29日にU-23ブラジル代表としてリオデジャネイロオリンピックのメンバーに選出された。大会では6試合すべてに出場して2得点を記録。ブラジルのオリンピック初優勝に貢献した。

## 人物
愛称の一つであるガビゴウ (Gabigol)は、自身の名前であるガブリエルとポルトガル語でゴールを意味するゴウ (Gol)を組み合わせたもの。ユース時代、あらゆる大会で得点王のタイトルを総なめしたことから付けられた。
ゴールを決めると、ボディビルで「ダブルバイセップス・フロント」と呼ばれる両腕の上腕二頭筋を強調するパフォーマンスを見せる。

## 代表歴

### 出場大会
- U-20ブラジル代表
  - 2015年 - 南米ユース選手権 (4位)
- U-23ブラジル代表
  - 2016年 - リオデジャネイロオリンピック (金メダル)
- ブラジル代表
  - 2016年 - コパ・アメリカ・センテナリオ (グループリーグ敗退)

### 試合数
国際Aマッチ 18試合 5得点（2016年-2022年）
| ブラジル代表 | 国際Aマッチ | 国際Aマッチ |
| 年           | 出場        | 得点        |
| ------------ | ----------- | ----------- |
| 2016         | 4           | 2           |
| 2019         | 1           | 0           |
| 2021         | 12          | 0           |
| 2022         | 1           | 0           |
| 通算         | 18          | 5           |

### ゴール
| #  | 開催年月日     | 開催地                                                       | 対戦国     | スコア | 結果 | 試合概要                          |
| -- | -------------- | ------------------------------------------------------------ | ---------- | ------ | ---- | --------------------------------- |
| 1. | 2016年05月29日 | コマース・シティ、ディックス・スポーティング・グッズ・パーク | パナマ     | 2-0    | 2-0  | 親善試合                          |
| 2. | 2016年06月08日 | オーランド、キャンピング・ワールド・スタジアム               | ハイチ     | 4-0    | 7-1  | コパ・アメリカ・センテナリオ      |
| 3. | 2021年06月13日 | ブラジリア、エスタジオ・ナシオナル・デ・ブラジリア           | ベネズエラ | 3-0    | 3-0  | コパ・アメリカ2021                |
| 4. | 2021年10月17日 | カラカス、エスタディオ・オリンピコ                           | ベネズエラ | 2-1    | 3-1  | 2022 FIFAワールドカップ・南米予選 |
| 5. | 2021年10月14日 | マナウス、アレーナ・アマゾニア                               | ウルグアイ | 4-1    | 4-1  | 2022 FIFAワールドカップ・南米予選 |

## タイトル

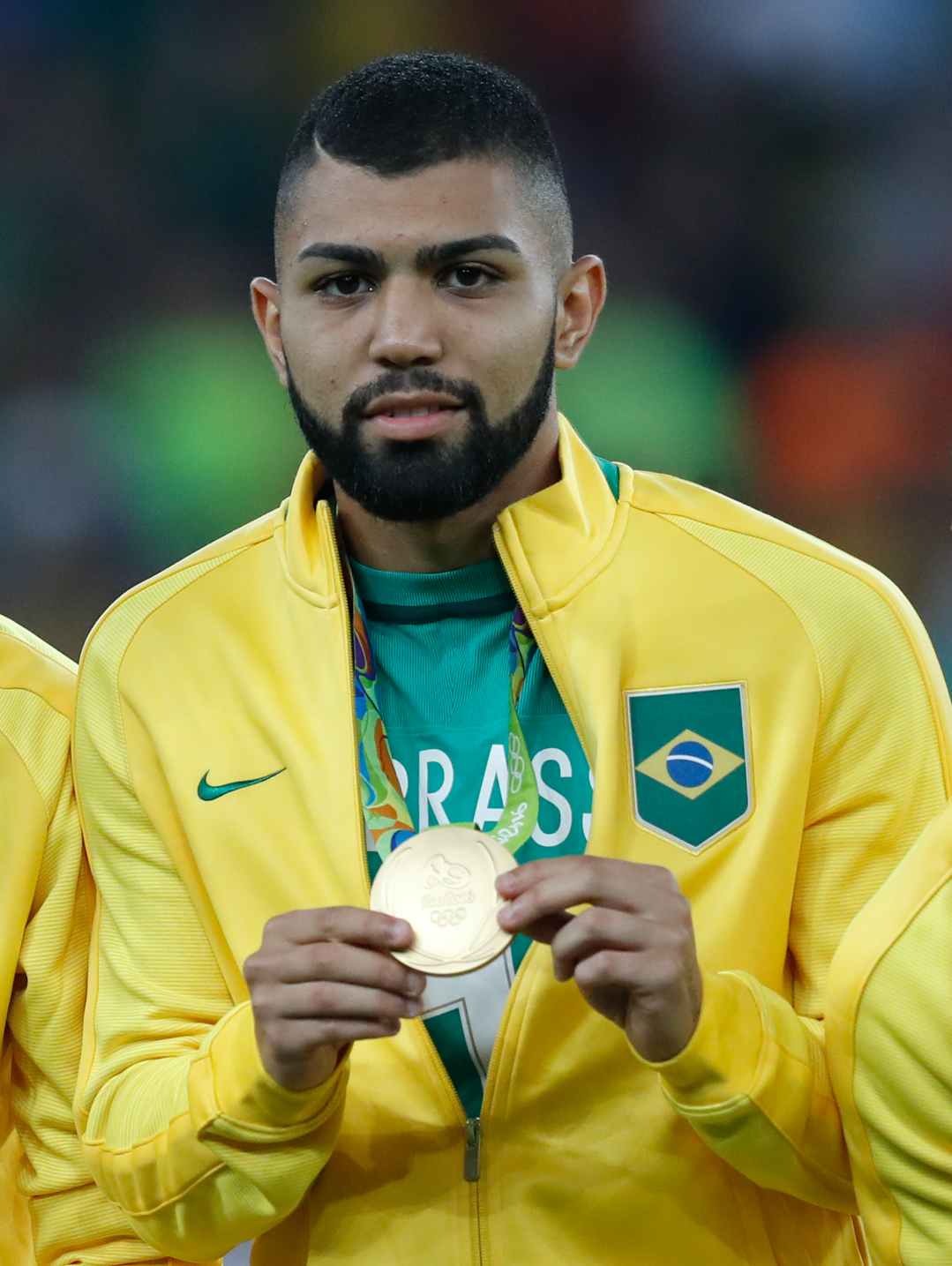
リオデジャネイロオリンピック表彰式にて

### クラブ
サントスFC
- カンピオナート・パウリスタ：1回 (2015)

CRフラメンゴ
- コパ・リベルタドーレス：2回 (2019,2022)
- レコパ・スダメリカーナ：1回 (2019)
- カンピオナート・ブラジレイロ・セリエA：2回 (2019,2020)
- スーペルコパ・ド・ブラジル：2回 (2020,2021)
- カンピオナート・カリオカ：4回 (2019,2020,2021,2024)
- コパ・ド・ブラジル : 1回 (2022)

### 代表
U-23ブラジル代表
- オリンピック 金メダル：1回 (2016)

### 個人
- コパ・ド・ブラジル 得点王：2回 (2014, 2015)
- ビドーネ・ドーロ：1回 (2017)